# 하석
하석(본명 : 이기오, 1984년 10월 3일 ~ )은 대한민국의 배우이다.

## 학력
- 서울예술대학교 영화과

## 출연작

### 영화
- 《대역전》 (2016년) - 정태현 역
- 《48미터》 (2013년) - 현용준 역
- 《577 프로젝트》 (2012년)

### 방송
- 《기적의 오디션》 (2011년, SBS)

### 연극
- 《소》
- 《햄릿》
- 《못다한 노래》
- 《아버지》

## 수상
- 2015년 제2회 LMBA 스타 시상식 화인TV한중스타상
- 2015년 럭셔리 브랜드 모델 어워즈 아시아 뉴 스타상
- 2013년 제8회 아시아모델상시상식 CF모델상